# Axis (Pet Shop Boys)
Axis è un singolo del gruppo musicale britannico Pet Shop Boys, pubblicato il 1º maggio 2013 come primo estratto dal dodicesimo album in studio Electric.

## Pubblicazione
Dopo un'anteprima pubblicata sul canale YouTube il 14 marzo 2013, Axis viene pubblicato digitalmente il 1º maggio 2013 sull'iTunes Store. Il 14 maggio, sempre attraverso il sito dei Pet Shop Boys, è stata pubblicata una versione remixata da Boys Noize.

## Tracce
Download digitale
1. Axis – 5:32

Download digitale – remix
1. Axis (Boys Noize Remix) – 4:10

12"
- Lato A

1. Axis – 5:32

- Lato B

1. Axis (Boys Noize Remix) – 4:10

## Classifiche
| Classifica (2013) | Posizione massima |
| ----------------- | ----------------- |
| Regno Unito       | 196               |